# Novemdiales
Novemdiales (łac. dziewięć dni) – okres żałoby po śmierci papieża, trwający od jego pogrzebu do rozpoczęcia konklawe.
Nazwa tego czasu wywodzi się z tradycji starożytnego Rzymu. Dziewiąty dzień miesiąca uznawano za pokutny, tego dnia odprawiano nabożeństwa (tzw. novemdiales sacrum) za dusze zmarłych.

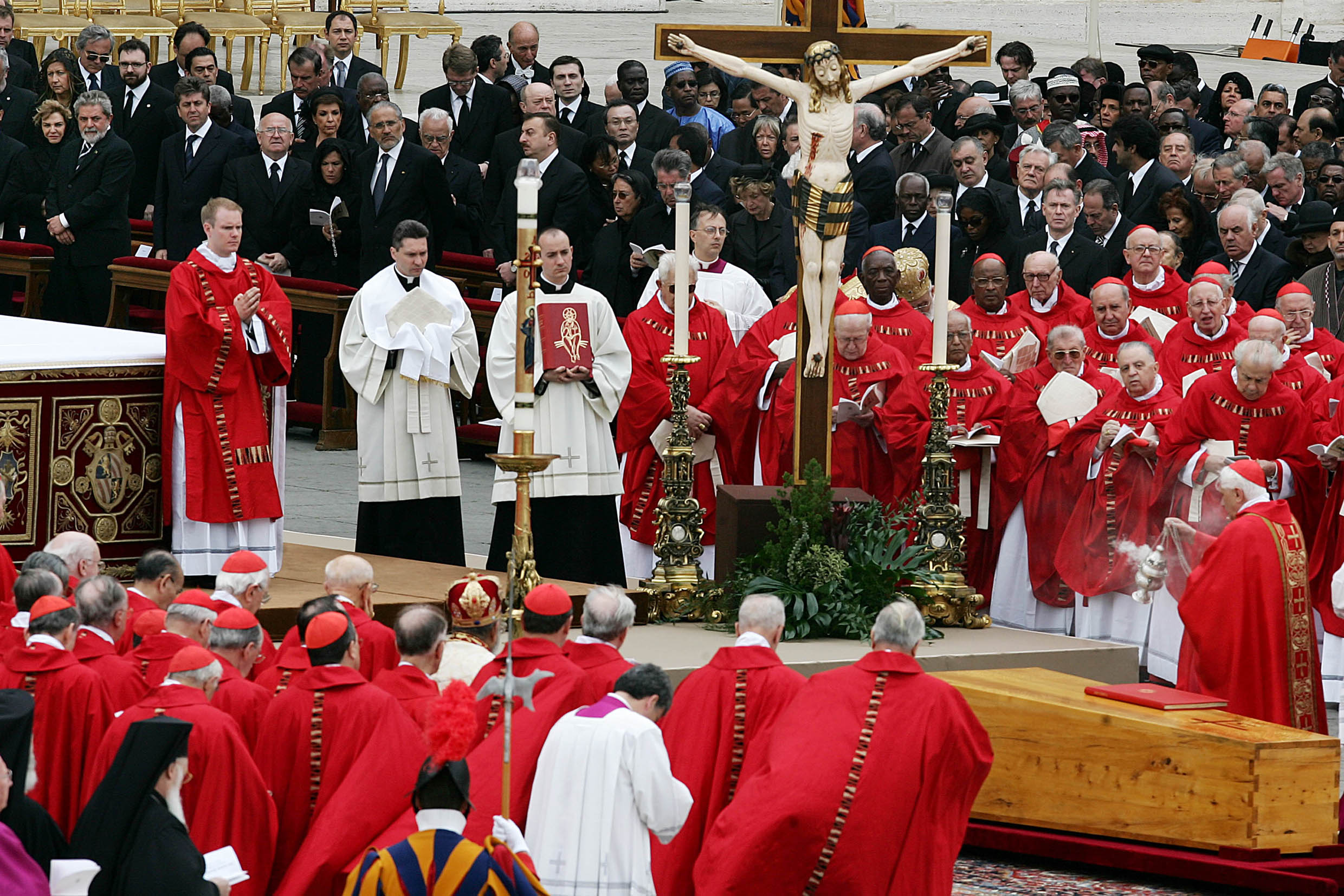
Nabożeństwo pogrzebowe Jana Pawła II

Obecnie czas novemdiales to czas od pogrzebu biskupa Rzymu (zwyczajowo 4-6 dzień po śmierci) do zebrania się zgromadzenia kardynałów elektorów w kaplicy Sykstyńskiej (według 37. punktu części drugiej obowiązującej obecnie konstytucji apostolskiej Universi Dominici gregis następuje to najwcześniej 15, a najpóźniej 20 dni po śmierci papieża). W trakcie tego okresu codziennie odprawiane są msze żałobne za duszę zmarłego papieża. Celebransami tych nabożeństw są kapłani z papieskiej kaplicy, rzymscy duchowni z większych bazylik, Kurii Rzymskiej oraz księża zakonni. Dobór celebransów określa dokument De Funere Summi Pontificis.
W czasie żałoby po biskupie Rzymu kardynałowie (według zakazu wydanego przez papieża Feliksa IV) nie mogą dyskutować na temat zbliżającego się głosowania. W praktyce jednak rozmowy takie są prowadzone. Podczas novemdiales wygłasza się również dwa uroczyste wystąpienia, nazywane de eligendo pontifice ("O wyborze Biskupa Rzymskiego"). Według procedury mówcami zostają kardynałowie wybrani na kongregacji ogólnej. Przemówienia dotyczą stanu Kościoła, bardzo często również sugerują cechy, jakimi powinien wyróżniać się kandydat (niekiedy wręcz wskazując w ten sposób konkretnych kandydatów).
Pierwsze de eligendo pontifice wygłasza się podczas jednej z pierwszych sesji kongregacji ogólnej, drugie - zaraz po rozpoczęciu konklawe.
Novemdiales stanowi także okres dużego zainteresowania mediów zbliżającą się elekcją, jak również publicznego dyskursu o stanie Kościoła katolickiego i jego przyszłości. Podczas żałoby ukazują się liczne wywiady z papabili i pozostałymi członkami kolegium kardynalskiego, publikacje teologów, watykanistów oraz innych komentatorów.

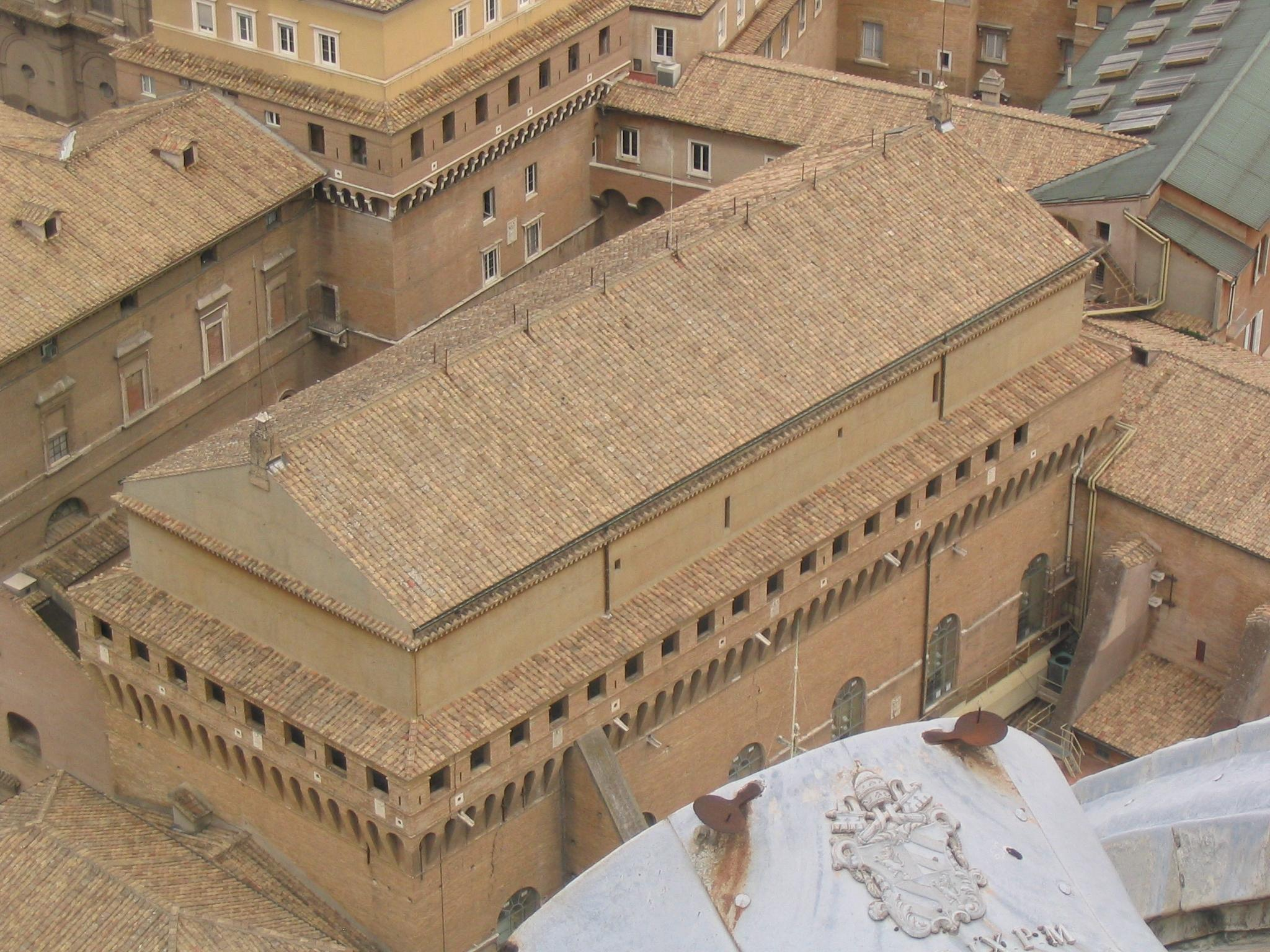
Kaplica sykstyńska - miejsce konklawe

Nad ranem w dniu rozpoczęcia konklawe w bazylice św. Piotra odprawiana jest msza wotywna pro eligendo papa - w intencji przyszłego papieża. Później, po południu kardynałowie elektorzy zbierają się w kaplicy Paulińskiej. Intonując hymn Veni, Creator jako prośbę do Ducha Świętego o pomoc przy wyborze, purpuraci ruszają w procesji do kaplicy Sykstyńskiej, gdzie, po złożeniu przysięgi przez kardynałów, mistrz ceremonii wydaje polecenie: Extra omnes! ("nikt więcej" lub "wszyscy wychodzą"), które obliguje osoby nieupoważnione do wyjścia z kaplicy i rozpoczyna konklawe.